# Rosișkî, Tetiiv
Rosișkî (în ucraineană Росішки) este o comună în raionul Tetiiv, regiunea Kiev, Ucraina, formată numai din satul de reședință.

## Demografie
Componența lingvistică a comunei Rosișkî
     Ucraineană (99,62%)
     Alte limbi (0,38%)
Conform recensământului din 2001, majoritatea populației comunei Rosișkî era vorbitoare de ucraineană (99,62%), existând în minoritate și vorbitori de alte limbi.